# Jasmin Mecinoviḱ
Jasmin Mecinoviḱ (in macedone Јасмин Мециновиќ?; Čačak, 22 ottobre 1990) è un calciatore macedone, difensore del Vardar.

## Carriera

### Club
Mecinoviḱ vestì le maglie di Skopje e Sheriff Tiraspol. Il 23 marzo 2012 firmò un contratto annuale con i norvegesi del Sogndal, scegliendo la casacca numero 28. Il 25 marzo debuttò nella Tippeligaen, schierato titolare nel successo per 0-4 sul campo dell'Odd Grenland.

### Nazionale
Mecinoviḱ conta 3 presenze per la Macedonia del Nord under 21.

## Palmarès

### Club

#### Competizioni nazionali
- Campionato moldavo: 1

Sheriff Tiraspol: 2011-2012
- Coppa d'Armenia: 1

Banants: 2015-2016
- Coppa di Macedonia: 2

Pelister: 2016-2017
Vardar: 2024-2025